# Phare de Kélibia
Le phare de Kélibia est un phare situé sur le fort de la ville de Kélibia (dépendant du gouvernorat de Nabeul en Tunisie).
Les phares de Tunisie sont sous l'autorité du Service des phares et balises de la République tunisienne (SPHB).

## Description
Le fort de Kélibia est une ancienne citadelle du XVIe siècle qui est désormais un monument classé. Le phare est construit par les services tunisiens des Travaux publics et mis en service en juin 1888.
Ce phare est une construction carrée, surmontée d'une lanterne, sur le bastion est de la forteresse. La construction est blanche et la lanterne est noire. À 82 mètres au-dessus du niveau de la mer, ce phare émet quatre éclats blancs toutes les vingt secondes, d'une portée maximale de 43 kilomètres.
Identifiant : ARLHS : TUN001 - Amirauté : E6390 - NGA : 21980.
|                  |
| Fort de Kélibia. |

|                     |
| Vue de la lanterne. |

### Lien connexe
- Liste des principaux phares de Tunisie
- Liste des phares et balises de Tunisie